# Metazygia cunha
Metazygia cunha är en spindelart som beskrevs av Levi 1995. Metazygia cunha ingår i släktet Metazygia och familjen hjulspindlar. Inga underarter finns listade i Catalogue of Life.